# Mesochorus trentinus
Mesochorus trentinus är en stekelart som beskrevs av Schwenke 1999. Mesochorus trentinus ingår i släktet Mesochorus och familjen brokparasitsteklar. Inga underarter finns listade i Catalogue of Life.